# Chiesa di Santa Caterina (Parma)
La chiesa di Santa Caterina è un luogo di culto cattolico dalle forme barocche, situato in borgo Santa Caterina 12 a Parma, in provincia e diocesi di Parma.

## Storia
La chiesa, con l'annesso monastero delle eremitane di sant'Agostino, è attestata per la prima volta in un documento datato 22 dicembre 1313 che testimonia la donazione alle religiose di 20 soldi da parte di una certa Savina da Beduzzo.
La titolare della chiesa godette di grande culto a partire dal 1332 perché all'intercessione della santa fu attribuita la vittoria di Carlo di Boemia, governatore di Parma, sugli estensi, gli scaligeri e i Gonzaga.
Con decreto di Alessandro Farnese del 26 dicembre 1575 Santa Caterina fu elevata alla dignità parrocchiale a scapito della vicina chiesa di Santa Maria del Tempio, passata ai cappuccini. La cura d'anime fu trasferita in San Giuseppe il 19 novembre 1808.
Il monastero, che ospitava circa quaranta religiose, era abbastanza ricco (possedeva circa 1000 biolche di terreno). I costumi delle monache erano piuttosto rilassati: vestivano con ricercatezza, accoglievano uomini nel monastero, possedevano libri profani, consumavano cibi raffinati. Le religiose furono perciò inquisite nel 1654 dal vescovo Nembrini e nel 1778 dal vescovo Pettorelli.
Il monastero fu soppresso da Napoleone nel 1810: la chiesa fu adibita a magazzino di carbone e il convento a fabbrica di stoviglie.
Il 6 giugno 1877 chiesa e monastero furono acquistati dai cappuccini, ai quali era stato impedito di rientrare in Santa Maria del Tempio: i frati fecero adeguare il tempio alle loro esigenze, il 17 maggio 1881 fecero riconsacrare la chiesa dal vescovo Domenico Maria Villa con il titolo dell'Immacolata Concezione e presero possesso della loro nuova sede il 28 maggio 1881.
I cappuccini hanno lasciato il convento nel 2008. La chiesa è oggi della Comunità di Sant'Egidio, cui è stata donata dalla Diocesi.

## Descrizione
L'affresco sulla facciata rappresenta il Perdono di Assisi.
La chiesa è a navata unica, con tre cappelle laterali per parte.
Tra le principali opere d'arte che decorano la chiesa: un San Francesco che riceve le stigmate attribuito al Guercino, una Deposizione di Biagio Martini, un Martirio di san Fedele da Sigmaringen di Clemente Ruta, un San Felice da Cantalice di Semplice da Verona.
La seconda cappella a sinistra conserva l'immagine della Madonna Ausiliatrice, un affresco proveniente da una cappella sul ponte Caprazucca.